# 서퍽 대학교

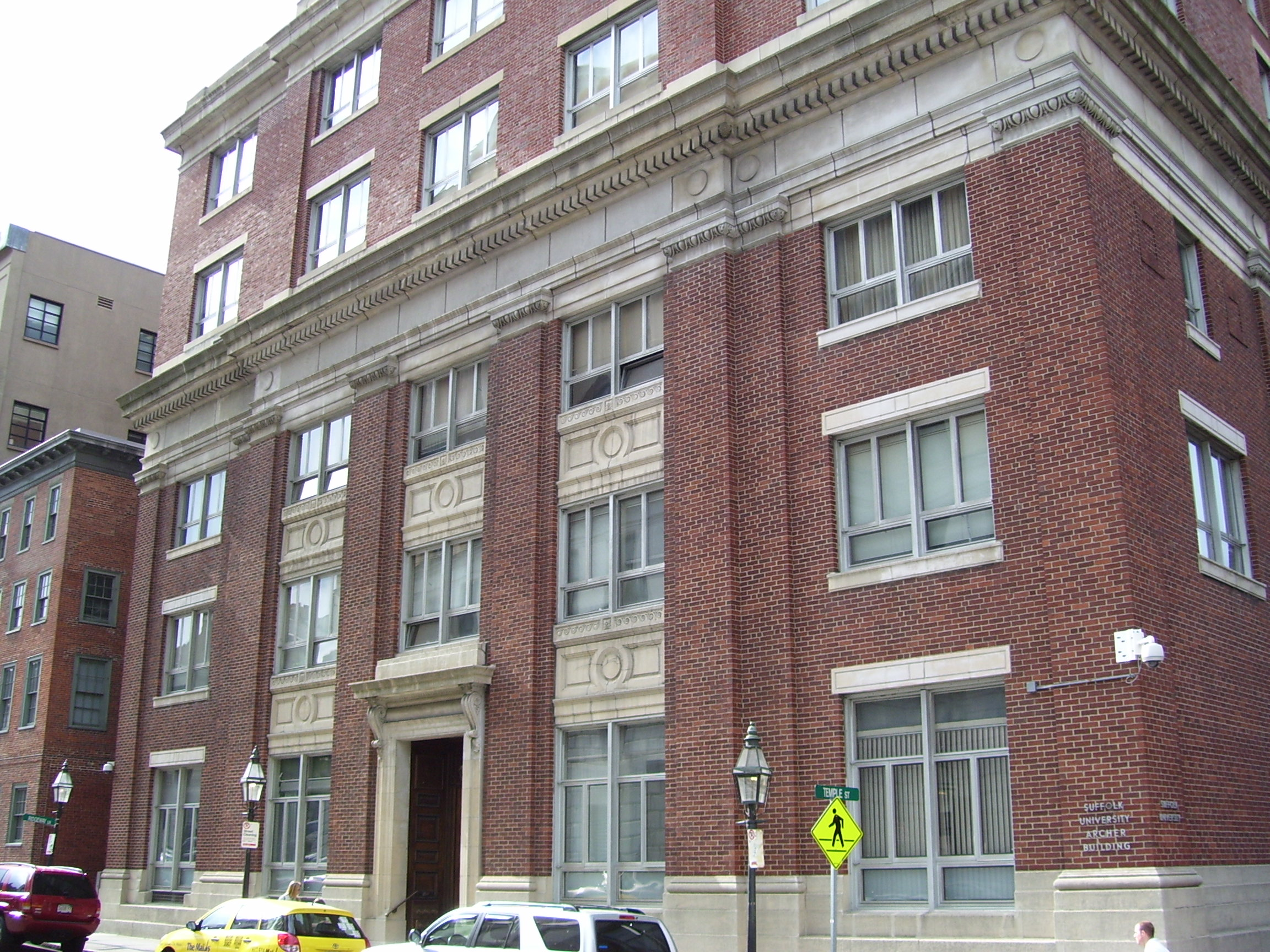

서퍽 대학교(Suffolk University)는 미국 매사추세츠주 보스턴 시내 중심에 위치한 고급 주택가인 비컨힐에 위치한 종합 사립 대학이다. 보스턴 국제 공항에서 30분 거리에 위치하고 있으며, 대학 주변은 금융계 기업이 즐비하고 있다.